# Bihardiószeg
Bihardiószeg (románul Diosig, régebben: Diosig in Bihor) községközpont Romániában Bihar megyében.

## Fekvése
Nagyváradtól 31 km-re északra, az Ér bal partján fekszik. A község néhány kilométerre található a magyar-román határtól, közvetlen összeköttetése van közúton a Létavértes-Sacuieni (Székelyhíd) határátkelővel.

## Története
1291-ben Gyozeg néven említik először. 
A falu eredetileg valószínűleg nem a mai helyén állott. A hagyomány szerint a tatárjáráskor lakói a határában levő szőlőhegy aljában lévő diófásban húzták meg magukat és itt építettek új falut maguknak.
1277-ben birtokosa a Gutkeled nembeli Drug fia Péter a lerombolt egyedi monostor köveiből tornyot építtetett, ezt 1310 körül Kopasz nádor lerombolta. A lerombolt torony köveiből várkastély épült, amely 1719-ben már rom volt, valószínűleg a mai református templom helyén állt.
1551. február 3-án I. Ferdinánd követei és Fráter György itt kezdték meg a tárgyalásokat Erdély átadásáról.
Miközben 1703 júliusában Rákóczi seregei átkeltek a Tiszán, Diószegen Bóné András és Gödény Pál vezetésével felkelés tört ki. A felkelők elfoglalták a várat, majd később csatlakoztak Rákóczihoz.
1910-ben 6269 lakosából 6206 magyar volt. A trianoni békeszerződésig Bihar vármegye Székelyhídi járásához tartozott. 1992-ben társközségeivel együtt 9442 lakosából 5372 magyar, 3107 román volt.
2003-ban Bihardiószeg községból kivált Biharfélegyháza.
2011-ben 6646 lakosából 4277 magyar (64,3%), 1781 román, 583 roma és 5 egyéb anyanyelvű.

## Népessége
A 2021-es népszámlálás alapján Bihardiószegnek 6546 lakosa van. A legtöbb lakos magyar (45,31%), kisebbségben a román (24,72%) és roma (24,43%), míg 5,48%-nak nem ismert az etnikuma. Vallási összetétele szerint a lakosság többsége református (43,13%), kisebbségben az ortodox (21,74%), római katolikus (10,85%), adventista (7,7%), vallás nélküli (4,34%), pünkösdista (4,06%) és baptista emberek száma (1,19%), míg 5,96%-a ismeretlen.

## Közlekedés
A települést érinti a Nagyvárad–Székelyhíd–Érmihályfalva–Nagykároly–Szatmárnémeti–Halmi–Királyháza-vasútvonal.

## Nevezetességek
- Zichy-kastély, a falu önkormányzata tulajdonába kerülve, 2014-re EU-s támogatással, mintegy 650 ezer €-s költséggel felújítva. A községi könyvtárnak és mezőgazdasági-szőlész-borász kiállításnak ad otthont.
- Egyedi monostor - egykor a falu határában, a mai Egyedmajor területén állt, mely a Gutkeled nemzetség egyik ágának monostora volt.
- A Diószeg-i borvidék: A diószegi borvidék hagyománya az 1569-1578 évek időszakára vezethető vissza. 1806 után, mikor a Zichy család átvette a diószegi uradalmat, az ágazat fejlődését nagymértékben és lelkesen támogatta a nagy tapasztalattal rendelkező Zichy Ferenc, aki a helységet Európa szerte híres bortermelő vidékké változtatta. Azért állítjuk ezt, mert 1860 után a diószegi borok több nemzetközi versenyen is részt vettek és számos díjat nyertek. Zichy Ferenc volt, aki Biharban a hivatásos bortermelés alapjait megteremtette.

## Híres emberek
- Itt született Diószegi Kis István (1635–1698) református püspök.
- Itt született Kiss Pál (1809–1867) honvédtábornok.
- Itt található Kornya Mihály (1844–1917) baptista prédikátor nyughelye. A "paraszt-próféta" tevékenységének egyik központja Bihardiószeg volt.
- Itt született Mikecs László (1917–1944) tanár, néprajzkutató.
- Itt született Radu Vasile Igazság (1953–) animációs filmrendező, fotóművész, egyetemi tanár.